# Miroslav Trnka
Miroslav Trnka (ur. 29 marca 1961 w Trnawie) – słowacki przedsiębiorca, współzałożyciel przedsiębiorstwa informatycznego ESET.
Ukończył studia w Trnawie na Wydziale Inżynierii Materiałowej Słowackiego Uniwersytetu Technicznego.
Wraz z Peterem Paškiem opracował pierwszą wersję oprogramowania antywirusowego NOD32.
Do 2011 roku pracował na stanowisku CEO firmy ESET.
Magazyn CRN w 2010 roku umieścił go wśród 25 najbardziej innowacyjnych biznesmenów.

## Nagrody i odznaczenia
- W 2000 roku otrzymał Krištáľové krídlo[3]
- W 2013 roku prezydent Słowacji Ivan Gašparovič odznaczył go Orderem Ľudovíta Štúra II klasy[4].